# DS 7
La DS 7 (chiamata dal 2017 al 2022 DS 7 Crossback) è un'autovettura costruita dalla casa automobilistica francese DS Automobiles di tipo SUV a partire dal 2017.

## Presentazione

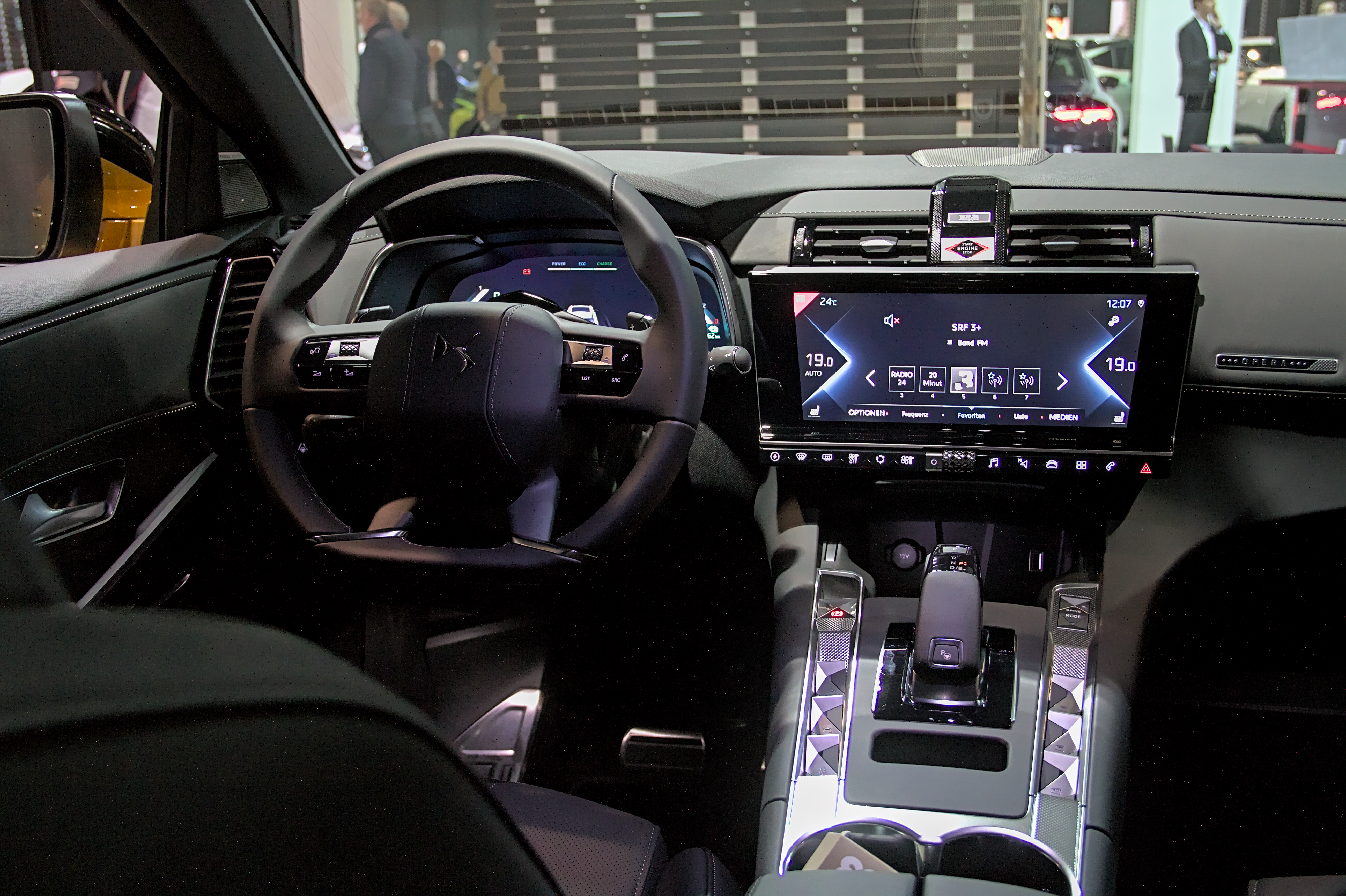
Interni

La nuova DS 7 Crossback rappresenta il primo SUV del neonato marchio transalpino ad essere introdotto sul mercato europeo, essendo il primo in assoluto la DS 6 venduta solo nel mercato cinese, presentata in anteprima al salone di Ginevra 2017, sarà in vendita da gennaio 2018 mentre subito dopo la presentazione è stata messa in vendita una versione speciale denominata "La Premiere" acquistabile unicamente on-line.

## Design
La DS 7 Crossback amplia l’evoluzione del design DS, con un muso più ampio e con l'estensione verticale del frontale DS Wings, oltre all'adozione di una nuova calandra e di paraurti con linee più squadrate. Rinnovati anche i fari con l'introduzione del DS Active LED Vision con elementi rotanti a 180 gradi, mentre le luci diurne a LED si sviluppano in verticale sulla parte bassa del paraurti. I gruppi ottici posteriori invece sono caratterizzati da fari 3D Full LED incisi al laser che traggono spunto dalla DS E-Tense Concept.

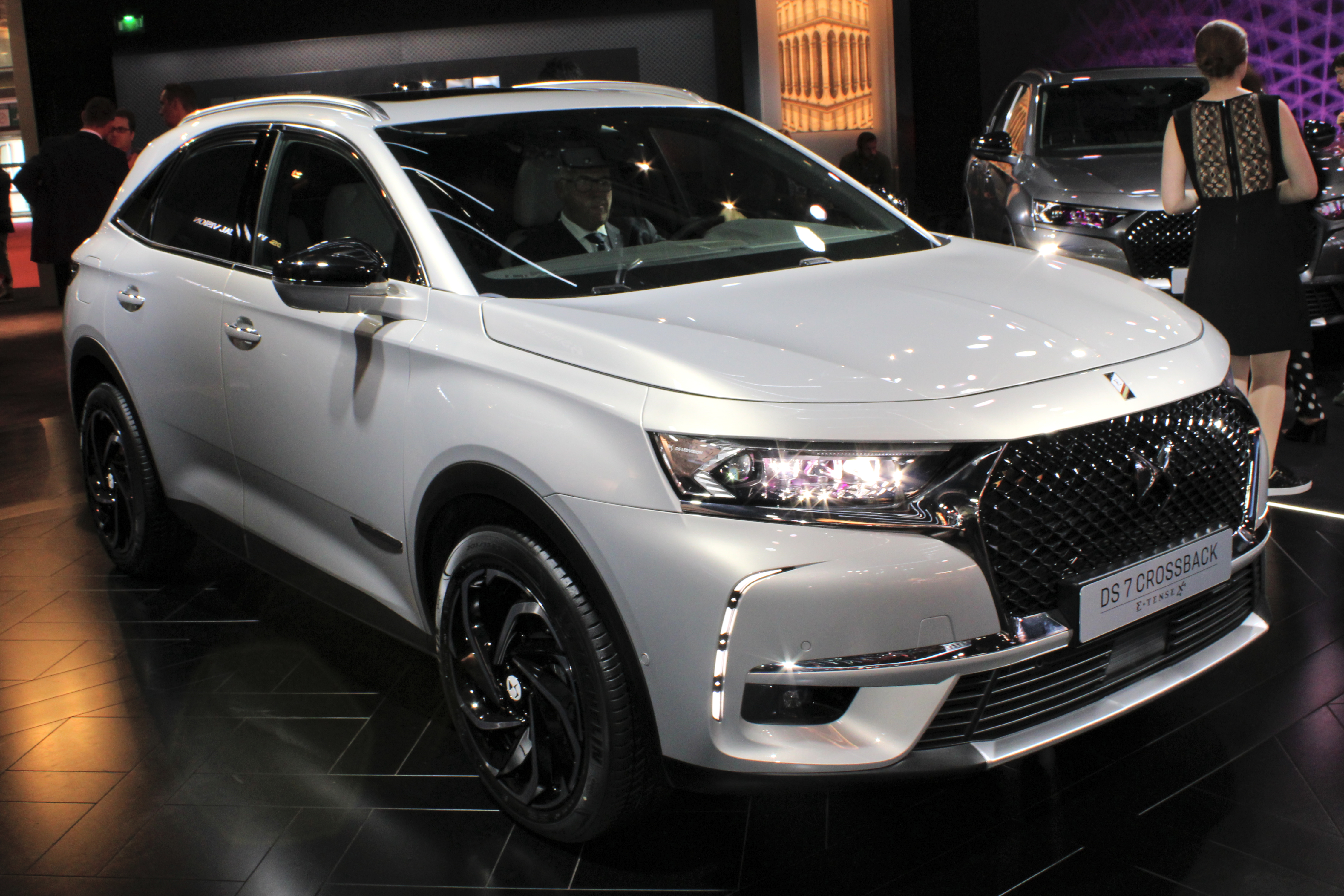
DS 7 Crossback E-Tense

All'interno spicca il nuovo quadro strumenti e quello dell’infotainment, affidati a due schermi da 12 pollici "stile tablet", con integrato il sistema DS Connect, il tutto contornato da un impianto Hi-Fi Focal. Il bagagliaio ha una capacità volumetrica di 555 litri.

## Telaio
Il SUV è basato sulla nuova piattaforma EMP2 (Efficient Modular Platform 2, in italiano piattaforma modulare efficiente) già utilizzata dalla Citroën C4 Picasso/Grand C4 Picasso, dalla Peugeot 308/308 SW, dalla Peugeot 3008, dalla Peugeot 5008, dalla Peugeot 408 (prodotta e venduta solo in Cina) e dai furgoni Citroën SpaceTourer, Toyota ProAce II e Peugeot Traveller.

## Motorizzazioni

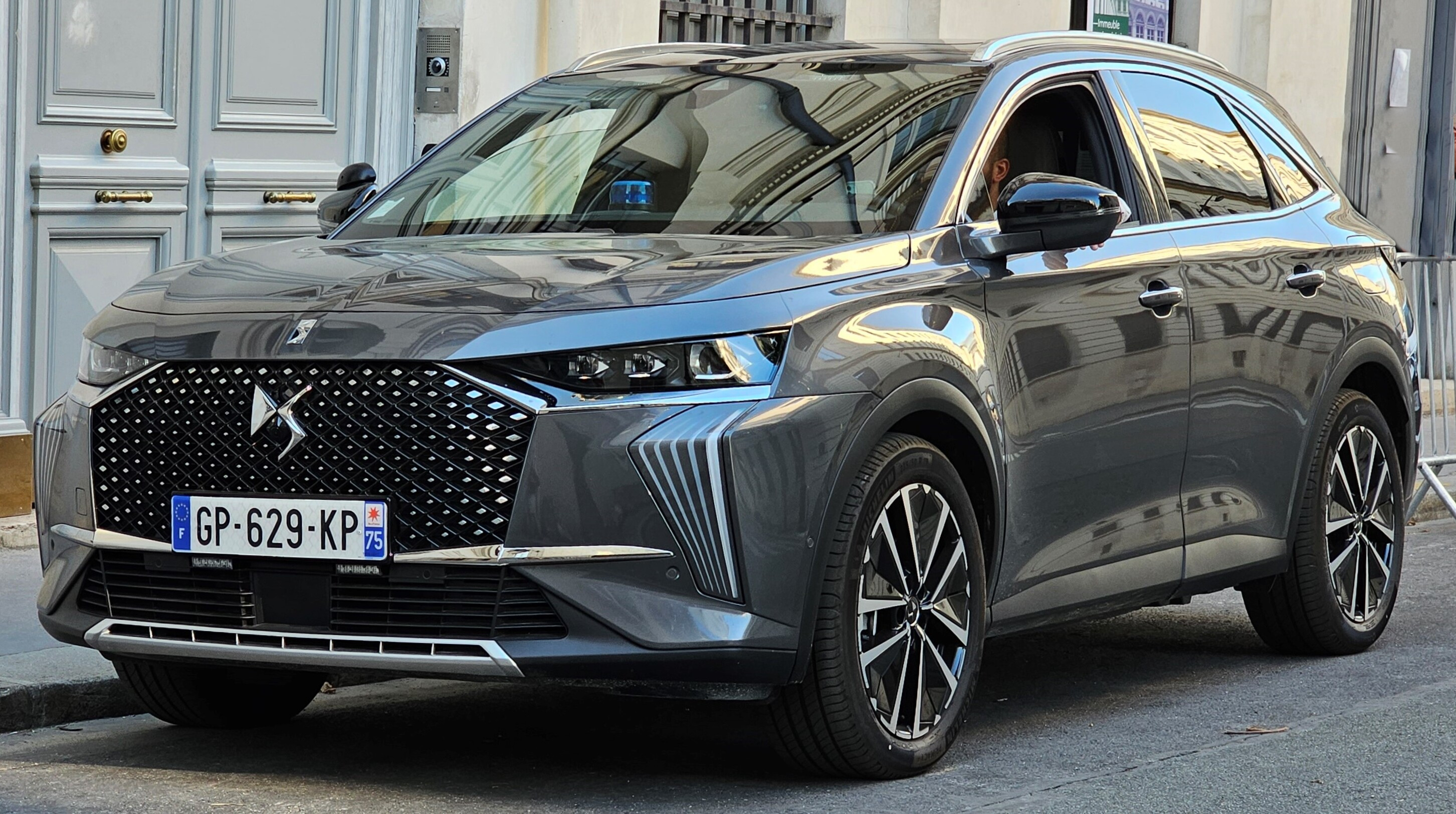
DS 7 Restyling 2022

La prima generazione della DS 7 Crossback è equipaggiata con i nuovi motori PSA BlueHDi PureTech. Dal 2019 viene equipaggiato anche del nuovo sistema plug-in hybrid accoppiato a un motore benzina da 200 CV, che porta la potenza complessiva a 300 CV a fronte di una autonomia massima elettrica dichiarata di 50 km.

### Benzina
- 1.2 PureTech 130 BVM6
- 1.6 THP 180 EAT8
- 1.6 THP 225 EAT8

### Diesel
- 1.5 BlueHDi 130 BVM6
- 1.5 BlueHDi 130 EAT8
- 2.0 BlueHDi 180 EAT8

### Ibrida plug-in
- E-Tense 4x4 300 CV EAT8
- E-Tense 4x2 225 CV EAT8

## Restyling 2022
Nel giugno 2022 la DS 7 viene sottoposta a un restyling, perdendo la denominazione "Crossback" e rinnovando il frontale dal design simile alla DS 4 II. Per quanto riguarda le motorizzazioni la gamma esclusivamente termica viene ridotta al solo 1.5 BlueHDi a gasolio da 130 CV, mentre si raggiungono tre varianti plug-in hybrid, tra cui una da 360 CV. Tutte le motorizzazione dispongono del cambio automatico a 8 rapporti EAT8.

## Riepilogo caratteristiche
| Modello                                 | Anni            | Sigla motore | Cilindrata cm³ | Potenza CV (kW) /rpm         | Coppia Nm/rpm | Trasmissione                                                  | Peso kg | Accelerazione 0/100 s | Velocità max km/h | Consumi l/100km | Emissioni g/km |
| Motori a benzina                        |                 |              |                |                              |               |                                                               |         |                       |                   |                 |                |
| 1.2 PureTech 130 S&S MT6                | 11/2018-12/2021 | EB2DTS       | 1199           | 130 (96)/5500                | 230/1750      | Manuale a 6 rapporti                                          | 1418    | 10,2                  | 196               | 6,1             | 125            |
| 1.6 PureTech 180 S&S EAT8               | 08/2018-10/2022 | EP6FADTXd    | 1598           | 180 (133)/5500               | 250/1650      | Automatico a 8 rapporti EAT8                                  | 1425    | 10,2                  | 220               | 8               | 135            |
| 1.6 PureTech 225 S&S EAT8               | 03/2017-12/2021 | EP6FADTX     | 1598           | 225 (165)/5500               | 300/1900      | Automatico a 8 rapporti EAT8                                  | 1425    | 8,3                   | 233               | 8,4             | 136            |
| Motori a gasolio                        |                 |              |                |                              |               |                                                               |         |                       |                   |                 |                |
| 1.5 BlueHDi 130 S&S MT6                 | 11/2017         | DV5RC        | 1499           | 130 (96)/3750                | 300/1750      | Manuale a 6 rapporti                                          | 1420    | 10,8                  | 195               | 5,7             | 106            |
| 1.5 BlueHDi 130 S&S EAT8                | 11/2017         | DV5RC        | 1499           | 130 (96)/3750                | 300/1750      | Automatico a 8 rapporti EAT8                                  | 1428    | 10,7                  | 195               | 5,7             | 106            |
| 2.0 BlueHDi 180 S&S EAT8                | 11/2017-09/2020 | DW10FC       | 1997           | 180 (130)/3750               | 400/2000      | Automatico a 8 rapporti EAT8                                  | 1535    | 9,4                   | 216               | 6,6             | 128            |
| Motori ibridi Plug-in                   |                 |              |                |                              |               |                                                               |         |                       |                   |                 |                |
| 1.6 PureTech E-Tense 225 S&S e-EAT8     | 10/2021         | EP6FADTXd    | 1598           | 225 [180+110] (167)/6000     | 360           | Automatico a 8 rapporti con motore elettrico integrato e-EAT8 | 1760    | 8,9                   | 225               | 1,6             | 41             |
| 1.6 PureTech E-Tense 4x4 300 S&S e-EAT8 | 10/2021         | EP6FADTXd    | 1598           | 300 [180+110+113] (223)/6000 | 520           | Automatico a 8 rapporti con motore elettrico integrato e-EAT8 | 1825    | 5,9                   | 240               | 1,7             | 39             |
| 1.6 PureTech E-Tense 4x4 360 S&S e-EAT8 | 10/2022         | EP6FADTXd    | 1598           | 360 [200+110+113] (265)/6000 | 520           | Automatico a 8 rapporti con motore elettrico integrato e-EAT8 | 1900    | 5,6                   | 235               | 1,8             | 40             |